# LAG Nr. 501 bis 505
Die Triebwagen LAG Nr. 501–505 waren vierachsige elektrische Triebwagen der Lokalbahn Aktien-Gesellschaft (LAG) für verschiedene Eisenbahnstrecken der Gesellschaft in Normalspur. Sie wurden mit der Übernahme der Strecken durch die Deutsche Reichsbahn als ET 183 01–05 bezeichnet. Durch die Stilllegung oder Verdieselung der Stammstrecken änderten sich für die Fahrzeuge Ende der 1950er Jahre die Einsatzvoraussetzungen. Ein Fahrzeug ist bis heute erhalten geblieben und befindet sich im Deutschen Technikmuseum Berlin.

## Geschichte
Die LAG betrieb im süddeutschen Raum mehrere Nebenbahnen, die sie schon vor 1900 elektrifizierte und mit Triebwagen bediente. Diese Fahrzeuge entstanden 1899, wobei sich die Triebwagen 501–504 vom 505 nur unwesentlich unterschieden.
Eingesetzt waren die Fahrzeuge auf der Isartalbahn und der Lokalbahn Bad Aibling–Feilnbach. Mit der Umelektrifizierung 1954 bzw. 1959 wurden die Triebwagen ET 183 01 bis 183 04 ausgemustert, der ET 183 05 kam auf die Bahnstrecke Meckenbeuren–Tettnang. 1962 wurde dieses Fahrzeug ausgemustert. Es blieb jedoch museal erhalten und kann im Deutschen Technikmuseum in Berlin besichtigt werden.

## Technische Ausführung
Die Fahrzeuge waren mit einer Zug- und Stoßeinrichtung ausgerüstet und für die Beförderung einzelner Beiwagen geeignet. Sie waren vierachsig, die innere Achse eines Drehgestells wurde durch Tatzlager-Fahrmotoren angetrieben. Während bei den Wagen 501–504 die elektrische Ausrüstung von Brown, Boveri & Cie. (BBC) stammte, hatte der 505 eine elektrische Ausrüstung von BBC und den Siemens-Schuckertwerken.
Der Wagenkastengrundriss war ähnlich wie bei Personenwagen der Königlich Bayerischen Staatsbahnen gestaltet. Die Einstiegsbereiche an den Fahrzeugenden waren eingezogen, außerdem besaß er noch eine außermittige, eingezogene Doppeltür. 1925 erfolgte beim Wagen 505 ein Umbau speziell an den seitlichen Türen an den Stirnseiten. Noch vor der Aufnahme seines letzten Einsatzes auf der Bahnstrecke Meckenbeuren–Tettnang wurde der Wagen 505 nochmals umgebaut, es wurden die eingezogenen Mitteltüren durch große Schiebetüren, bündig mit der Außenwand, ersetzt.